# Jurij Lobanov
Jurij Terentievitj Lobanov (ryska: Юрий Терентьевич Лобанов), född 29 september 1952 i Stalinabad i Tadzjikiska SSR i Sovjetunionen (nu Dusjanbe i  Tadzjikistan), död 1 maj 2017 i Moskva, var en tadzjikistansk kanotist som tävlade för Sovjetunionen.
Han tog OS-brons i C-2 1000 meter i samband med de olympiska kanottävlingarna 1972 i München.
Han tog OS-brons på samma distans i samband med de olympiska kanottävlingarna 1980 i Moskva.